# Caccobius sericeus
Caccobius sericeus là một loài bọ cánh cứng trong họ Bọ hung (Scarabaeidae).